# Distrito Escolar Eureka Union
Eureka Union School District (EUSD) es un distrito escolar de California, Estados Unidos, tiene escuelas en la zona de Granite Bay y de Roseville, está localizado en el condado de Placer.

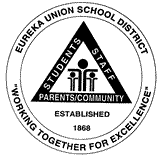
Sello oficial de EUSD.

## Historia
El distrito fue fundado por la superintendente Irene Burns en 1925, sin embargo, las raíces del distrito empiezan el 5 de febrero de 1868 cuando un grupo de ciudadanos formaron el Excelsior School District. En 1981 el distrito inauguró la escuela ´´Cavitt Junior High School´´ para estudiantes del séptimo y octavo grado, el distrito continuó creciendo y en 1994 abrieron ´´Ridgeview´´ una escuela para los alumnos de cuarto a sexto de primaria, en 1996 el distrito abrió su segunda secundaria, ´´Olympus Junior High School´´, y también abrió una escuela de kinder hasta 3.º de primaria, ´´Maidu Elementary School´´ y en 1999 el distrito abrió una nueva escuela de 4o a 6o de primaria, ´´Excelsior School´´ la cual fue nombrada gracias a las raíces de este distrito.

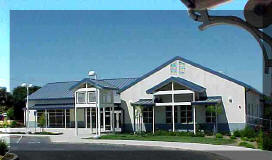
Oficina principal de EUSD.

## Estudiantes
Los estudiantes de EUSD están bien académicamente de acuerdo con los estándares de California, 3/4 de los estudiantes tienen calificaciones iguales o más altas del promedio nacional.

## Número de estudiantes
El distrito escolar actualmente tiene 3806 estudiantes de los cuales:
- 91% Americanos
- 3% Asiáticos
- 3% Hispanos y/o latinos
- 1% Afroamericanos
- Las demás etnicidades son menores al 1%

## Padres de familia
La ayuda de los padres de familia en el distrito es extremadamente alta, cada año los padres de familia recaudan aproximadamente $300000 USD y lo donan al distrito; los padres de familia también ayudan donando libros, sillas, escritorios, computadoras, paseos y muchas otras actividades.

## Escuelas

### Pre-Kinder
- Olive Ranch School

### Kinder y hasta 3.º de Primaria
- Greenhills School
- Oakhills School
- Maidu School

### 4o-6o de primaria
- Ridgeview School
- Eureka School
- Excelsior School

### Secundaria
- Cavitt Jr. High School
- Olympus Jr. High School